# 8e étape du Tour d'Italie 2010
Pour un article plus général, voir Tour d'Italie 2010.
La 8e étape du Tour d'Italie 2010 s'est déroulée le dimanche 16 mai 2010 entre Chianciano Terme, dans la province de Sienne, en Toscane et le Monte Terminillo, dans la province de Rieti, au Latium, sur 189 kilomètres. Le Danois Chris Anker Sørensen (Saxo Bank), rescapé de l'échappée matinale, s'impose au sommet du Terminillo. Alexandre Vinokourov (Astana) conserve son maillot rose.

## Profil de l'étape
C'est la première étape de haute montagne de ce Tour d'Italie 2010. C'est aussi la première arrivée au sommet du Giro, puisque l'arrivée est jugée au sommet du Monte Terminillo. L'ascension finale pourrait permettre aux leaders de créer des écarts.

## La course
Chris Anker Sørensen (Saxo Bank) remporte cette étape, la première avec arrivée au sommet de ce Giro, après avoir fait partie d'une échappée de 17 coureurs, comprenant notamment Thomas Voeckler, Johann Tschopp (BBox Bouygues Telecom), Anthony Ravard, Sébastien Hinault (AG2R La Mondiale), David Moncoutié (Cofidis), Rigoberto Urán (Caisse d'Épargne), Evgueni Petrov (Katusha) et Jackson Rodríguez (Androni Giocattoli). Les favoris, eux, se neutralisent, malgré quelques attaques de Michele Scarponi (Androni Giocattoli), Damiano Cunego (Lampre-Farnese Vini) et Stefano Garzelli (Acqua & Sapone).

## Classement de l'étape
|    | Coureur              | Pays       | Équipe              |    | Temps           |
| -- | -------------------- | ---------- | ------------------- | -- | --------------- |
| 1  | Chris Anker Sørensen | Danemark   | Saxo Bank           | en | 4 h 50 min 48 s |
| 2  | Simone Stortoni      | Italie     | Colnago-CSF Inox    | +  | 30 s            |
| 3  | Xavier Tondo         | Espagne    | Cervélo TestTeam    |    | 36 s            |
| 4  | Evgueni Petrov       | Russie     | Katusha             |    | 49 s            |
| 5  | John Gadret          | France     | AG2R La Mondiale    |    | 55 s            |
| 6  | Damiano Cunego       | Italie     | Lampre-Farnese Vini |    | 56 s            |
| 7  | Stefano Garzelli     | Italie     | Acqua & Sapone      |    | 56 s            |
| 8  | Alexandre Vinokourov | Kazakhstan | Astana              |    | 56 s            |
| 9  | Cadel Evans          | Australie  | BMC Racing          |    | 56 s            |
| 10 | Ivan Basso           | Italie     | Liquigas-Doimo      |    | 56 s            |

## Classement général
|    | Coureur              | Pays       | Équipe              |    | Temps            |
| -- | -------------------- | ---------- | ------------------- | -- | ---------------- |
| 1  | Alexandre Vinokourov | Kazakhstan | Astana              | en | 29 h 01 min 26 s |
| 2  | Cadel Evans          | Australie  | BMC Racing          | +  | 1 min 12 s       |
| 3  | Vincenzo Nibali      | Italie     | Liquigas-Doimo      |    | 1 min 33 s       |
| 4  | Ivan Basso           | Italie     | Liquigas-Doimo      |    | 1 min 51 s       |
| 5  | Marco Pinotti        | Italie     | HTC-Columbia        |    | 2 min 17 s       |
| 6  | Richie Porte         | Australie  | Saxo Bank           |    | 2 min 26 s       |
| 7  | Vladimir Karpets     | Russie     | Katusha             |    | 2 min 34 s       |
| 8  | Stefano Garzelli     | Italie     | Acqua & Sapone      |    | 2 min 47 s       |
| 9  | Damiano Cunego       | Italie     | Lampre-Farnese Vini |    | 3 min 08 s       |
| 10 | Michele Scarponi     | Italie     | Androni Giocattoli  |    | 3 min 09 s       |

## Abandons
- John Murphy (BMC Racing Team), abandon
- Andrea Masciarelli (Acqua & Sapone), abandon
- Francesco Masciarelli (Acqua & Sapone), abandon
- Anthony Charteau (BBox Bouygues Telecom), abandon
- Alessandro Petacchi (Lampre-Farnese Vini), abandon
- Dmitry Kozontchuk (Rabobank), abandon
- Fabian Wegmann (Milram), abandon